# Alexander Lyon
Pour les articles homonymes, voir Alex Lyon et Lyon.
Alexander Augustus Lyon (né le 9 décembre 1992 à Baudette dans l'État du Minnesota aux États-Unis) est un joueur professionnel américain de hockey sur glace. Il évolue au poste de gardien de but.

## Biographie

### Carrière en club
En 2011, il commence sa carrière en junior avec les RoughRiders de Cedar Rapids dans l'USHL. De 2013 à 2016, il poursuit un cursus universitaire à l'Université Yale. Il évolue trois saisons avec les Bulldogs de Yale dans le championnat NCAA. En 2016, il passe professionnel avec les Phantoms de Lehigh Valley dans la Ligue américaine de hockey. Le 31 janvier 2018, il joue ses premières minutes dans la Ligue nationale de hockey avec les Flyers de Philadelphie chez les Capitals de Washington. Il remporte la Coupe Calder 2022 avec les Wolves de Chicago.

### Carrière internationale
Il représente les États-Unis au niveau international. Il remporte la médaille de bronze lors du championnat du monde 2015.

## Trophées et honneurs personnels

### USHL
- 2011-2012 : nommé dans l'équipe des recrues.
- 2012-2013 : nommé dans la deuxième équipe des étoiles.

### ECAC
- 2014-2015 : meilleur pourcentage d'arrêts.
- 2014-2015 : meilleure moyenne de buts alloués.
- 2014-2015 : nommé meilleur gardien.
- 2014-2015 : nommé dans la première équipe des étoiles.
- 2015-2016 : nommé meilleur gardien.
- 2015-2016 : nommé dans la première équipe des étoiles.

### LAH
- 2021-2022 : remporte le Trophée Harry-« Hap »-Holmes.